# Гідробіотит
Гідробіотит (від грец. ῦδωρ — вода та біотит) — мінерал класу силікатів.

## Склад
Склад мінералу є проміжним між біотитом та вермікулітом. Відноситься до гідрослюд. {\displaystyle \mathrm {K_{1-x}Mg_{x/2}(H_{2}O)_{n}(Mg,Fe^{2+},Fe^{3+},Al)_{2,5-3}[(Al,Si)_{4}O_{10}](OH)_{2}} ,}
де {\displaystyle \sim (n\leq 2\leq x\leq 0,5).}
Хімічний склад (%):
{\displaystyle {\begin{matrix}MgO&-&8-25;\\FeO&-&1-15;\\Fe_{2}O_{3}&-&1-25;\\K_{2}O&-&3-10;\\H_{2}O&-&5-16;\\Al_{2}O_{3}&-&13-20.\\\end{matrix}}}
У гідробіотиті у порівнянні із незміненим біотитом відношення {\displaystyle \mathrm {Fe_{2}O_{3}:FeO} } й загальний вміст води більший, а вміст {\displaystyle \mathrm {MgO} } та {\displaystyle \mathrm {K_{2}O} } менший. Гідробіотит відрізняється змішаною структурою, утвореною шарами біотиту та вермікуліту. У гідробіотитах із підвищеним вмістом заліза вермікулітових шарів не більше 10 %.
Структура гідробіотиту високого ступеня гідратації характеризується чергуванням біотитових (А) й вермікулітових (В) шарів лише по закону ААВААВ … та АВАВ …

## Властивості
Пластинки гідробіотиту зовнішньо нагадують біотит, досягаючи значних розмірів (більше 10 см). Легко розщеплюється (001) на м'які спайні пластинки. Густина 2,6-2,8 г/см³. Твердість 1-2. Колір такий самий, як у біотиту, але блиск більш тьмяний.
Прожарений гідробіотит — бронзовий, срібно-сірий у тонких пластинках — прозорий; {\displaystyle n_{g}\approx n_{m}=1,56-1,62;\,\,2V=0-10^{o}.}

## У природі
Гідробіотит завжди зустрічається із вермікулітом. Утворюється при гіпергенній зміні біотиту у процесі формування кори вивітрювання основних й ультраосновних порід.

## Використання
Використовується завдяки малій об'ємній масі (якщо швидко нагріти, гідробіотит спучується) в якості теплоізоляційного, звукоізоляційного матеріалів й наповнювача бетонів.
Може використовуватися як іонообмінник завдяки високому катіонному обміну (50-70 мг-екв на 100 г).